# Europamästerskapet i basket för herrar 1949
Europamästerskapet i basket för herrar 1949 spelades i Kairo, Egypten och var den sjätte EM-basketturneringen som avgjordes för herrar. Turneringen spelades mellan den 15 och 22 maj 1949 och totalt deltog sju lag i turneringen där hemmanationen Egypten blev Europamästare före Frankrike och Grekland, det var Egyptens första EM-guld.
Det är första, och hittills enda, gången som Basket-EM arrangerats utanför Europa. Enligt FIBA:s bestämmelser skulle de regerande mästarna arrangera nästkommande turnering, men Sovjetunionen (vinnare av EM 1947) vägrade att arrangera EM-turneringen 1949. Då skulle silvermedaljörerna från föregående turnering få en förfrågan, men eftersom Tjeckoslovakien, hade stått som värd 1947, fick inte någon förfrågan att åter arrangera Basket-EM 1949. Turen gick istället till bronsmedaljörerna från 1947, Egypten. På grund av detta bojkottade de östeuropeiska länderna att ställa upp då de inte accepterade att Egypten fick stå som värd. Totalt deltog bara fyra europeiska länder, då många av länderna ansåg att det innebar alldeles för mycket svårigheter med att resa till Kairo.

## Kvalificerade länder
- Egypten (som arrangör)
- Frankrike
- Grekland
- Libanon
- Nederländerna
- Syrien
- Turkiet

## Gruppspelet

### Spelsystem
De sju lagen som var med i EM spelade i en enkelgrupp där alla lagen mötte alla en gång. Seger i en match gav två poäng och förlust gav en poäng.

### Tabell
| Nr | Lag           | S | V | O | F | PF  | PM  | PS   | P  |
| -- | ------------- | - | - | - | - | --- | --- | ---- | -- |
| 1  | Egypten       | 6 | 6 | 0 | 0 | 346 | 216 | +130 | 12 |
| 2  | Frankrike     | 6 | 5 | 0 | 1 | 281 | 199 | +82  | 11 |
| 3  | Grekland      | 6 | 4 | 0 | 2 | 269 | 241 | +28  | 10 |
| 4  | Turkiet       | 6 | 3 | 0 | 3 | 247 | 256 | −9   | 9  |
| 5  | Nederländerna | 6 | 2 | 0 | 4 | 174 | 255 | −81  | 8  |
| 6  | Syrien        | 6 | 1 | 0 | 5 | 219 | 287 | −68  | 7  |
| 7  | Libanon       | 6 | 0 | 0 | 6 | 183 | 265 | −82  | 6  |

### Matcher
|            | 15 maj 1949 | Grekland | 46 – 28           | Nederländerna | Kairo |  |
| 20:45 UTC+ | 20:45 UTC+  |          | (21 – 11) Rapport |               |       |  |
| 20:45 UTC+ | 20:45 UTC+  |          |                   |               |       |  |
| 20:45 UTC+ | 20:45 UTC+  |          |                   |               |       |  |

|            | 16 maj 1949 | Egypten | 71 – 44           | Syrien | Kairo |  |
| 19:30 UTC+ | 19:30 UTC+  |         | (33 – 27) Rapport |        |       |  |
| 19:30 UTC+ | 19:30 UTC+  |         |                   |        |       |  |
| 19:30 UTC+ | 19:30 UTC+  |         |                   |        |       |  |

|            | 16 maj 1949 | Libanon | 36 – 45           | Grekland | Kairo |  |
| 21:00 UTC+ | 21:00 UTC+  |         | (14 – 24) Rapport |          |       |  |
| 21:00 UTC+ | 21:00 UTC+  |         |                   |          |       |  |
| 21:00 UTC+ | 21:00 UTC+  |         |                   |          |       |  |

|            | 16 maj 1949 | Frankrike | 58 – 25           | Nederländerna | Kairo |  |
| 22:30 UTC+ | 22:30 UTC+  |           | (30 – 13) Rapport |               |       |  |
| 22:30 UTC+ | 22:30 UTC+  |           |                   |               |       |  |
| 22:30 UTC+ | 22:30 UTC+  |           |                   |               |       |  |

|            | 17 maj 1949 | Nederländerna | 40 – 37           | Syrien | Kairo |  |
| 19:30 UTC+ | 19:30 UTC+  |               | (22 – 21) Rapport |        |       |  |
| 19:30 UTC+ | 19:30 UTC+  |               |                   |        |       |  |
| 19:30 UTC+ | 19:30 UTC+  |               |                   |        |       |  |

|            | 17 maj 1949 | Frankrike | 43 – 26           | Libanon | Kairo |  |
| 21:00 UTC+ | 21:00 UTC+  |           | (16 – 13) Rapport |         |       |  |
| 21:00 UTC+ | 21:00 UTC+  |           |                   |         |       |  |
| 21:00 UTC+ | 21:00 UTC+  |           |                   |         |       |  |

|            | 17 maj 1949 | Grekland | 54 – 41           | Turkiet | Kairo |  |
| 22:30 UTC+ | 22:30 UTC+  |          | (20 – 18) Rapport |         |       |  |
| 22:30 UTC+ | 22:30 UTC+  |          |                   |         |       |  |
| 22:30 UTC+ | 22:30 UTC+  |          |                   |         |       |  |

|            | 18 maj 1949 | Frankrike | 47 – 33           | Turkiet | Kairo |  |
| 18:30 UTC+ | 18:30 UTC+  |           | (25 – 24) Rapport |         |       |  |
| 18:30 UTC+ | 18:30 UTC+  |           |                   |         |       |  |
| 18:30 UTC+ | 18:30 UTC+  |           |                   |         |       |  |

|            | 18 maj 1949 | Libanon | 28 – 38           | Syrien | Kairo |  |
| 21:00 UTC+ | 21:00 UTC+  |         | (13 – 16) Rapport |        |       |  |
| 21:00 UTC+ | 21:00 UTC+  |         |                   |        |       |  |
| 21:00 UTC+ | 21:00 UTC+  |         |                   |        |       |  |

|            | 18 maj 1949 | Nederländerna | 23 – 54           | Egypten | Kairo |  |
| 22:30 UTC+ | 22:30 UTC+  |               | (10 – 27) Rapport |         |       |  |
| 22:30 UTC+ | 22:30 UTC+  |               |                   |         |       |  |
| 22:30 UTC+ | 22:30 UTC+  |               |                   |         |       |  |

|            | 19 maj 1949 | Frankrike | 41 – 36           | Grekland | Kairo |  |
| 19:30 UTC+ | 19:30 UTC+  |           | (32 – 22) Rapport |          |       |  |
| 19:30 UTC+ | 19:30 UTC+  |           |                   |          |       |  |
| 19:30 UTC+ | 19:30 UTC+  |           |                   |          |       |  |

|            | 19 maj 1949 | Libanon | 30 – 57           | Egypten | Kairo |  |
| 21:00 UTC+ | 21:00 UTC+  |         | (14 – 28) Rapport |         |       |  |
| 21:00 UTC+ | 21:00 UTC+  |         |                   |         |       |  |
| 21:00 UTC+ | 21:00 UTC+  |         |                   |         |       |  |

|            | 19 maj 1949 | Syrien | 33 – 43           | Turkiet | Kairo |  |
| 22:30 UTC+ | 22:30 UTC+  |        | (15 – 24) Rapport |         |       |  |
| 22:30 UTC+ | 22:30 UTC+  |        |                   |         |       |  |
| 22:30 UTC+ | 22:30 UTC+  |        |                   |         |       |  |

|            | 20 maj 1949 | Libanon | 22 – 34           | Nederländerna | Kairo |  |
| 19:30 UTC+ | 19:30 UTC+  |         | (13 – 15) Rapport |               |       |  |
| 19:30 UTC+ | 19:30 UTC+  |         |                   |               |       |  |
| 19:30 UTC+ | 19:30 UTC+  |         |                   |               |       |  |

|            | 20 maj 1949 | Turkiet | 44 – 57           | Egypten | Kairo |  |
| 21:00 UTC+ | 21:00 UTC+  |         | (27 – 25) Rapport |         |       |  |
| 21:00 UTC+ | 21:00 UTC+  |         |                   |         |       |  |
| 21:00 UTC+ | 21:00 UTC+  |         |                   |         |       |  |

|            | 20 maj 1949 | Syrien | 45 – 49           | Grekland | Kairo |  |
| 22:30 UTC+ | 22:30 UTC+  |        | (24 – 19) Rapport |          |       |  |
| 22:30 UTC+ | 22:30 UTC+  |        |                   |          |       |  |
| 22:30 UTC+ | 22:30 UTC+  |        |                   |          |       |  |

|            | 21 maj 1949 | Turkiet | 38 – 24           | Nederländerna | Kairo |  |
| 19:30 UTC+ | 19:30 UTC+  |         | (22 – 10) Rapport |               |       |  |
| 19:30 UTC+ | 19:30 UTC+  |         |                   |               |       |  |
| 19:30 UTC+ | 19:30 UTC+  |         |                   |               |       |  |

|            | 21 maj 1949 | Egypten | 50 – 39           | Grekland | Kairo |  |
| 21:00 UTC+ | 21:00 UTC+  |         | (15 – 20) Rapport |          |       |  |
| 21:00 UTC+ | 21:00 UTC+  |         |                   |          |       |  |
| 21:00 UTC+ | 21:00 UTC+  |         |                   |          |       |  |

|            | 21 maj 1949 | Frankrike | 56 – 22           | Syrien | Kairo |  |
| 22:30 UTC+ | 22:30 UTC+  |           | (25 – 12) Rapport |        |       |  |
| 22:30 UTC+ | 22:30 UTC+  |           |                   |        |       |  |
| 22:30 UTC+ | 22:30 UTC+  |           |                   |        |       |  |

|            | 22 maj 1949 | Turkiet | 48 – 41           | Libanon | Kairo |  |
| 19:00 UTC+ | 19:00 UTC+  |         | (20 – 25) Rapport |         |       |  |
| 19:00 UTC+ | 19:00 UTC+  |         |                   |         |       |  |
| 19:00 UTC+ | 19:00 UTC+  |         |                   |         |       |  |

|            | 22 maj 1949 | Frankrike | 36 – 57           | Egypten | Kairo |  |
| 20:30 UTC+ | 20:30 UTC+  |           | (16 – 36) Rapport |         |       |  |
| 20:30 UTC+ | 20:30 UTC+  |           |                   |         |       |  |
| 20:30 UTC+ | 20:30 UTC+  |           |                   |         |       |  |

| Europamästare: Egyptens första EM-titel |

## Slutställning
| 1 | Egypten       |
| 2 | Frankrike     |
| 3 | Grekland      |
| 4 | Turkiet       |
| 5 | Nederländerna |
| 6 | Syrien        |
| 7 | Libanon       |